# 三木市立図書館
三木市立図書館(みきしりつとしょかん)は、兵庫県三木市にある公共図書館の総称。
本館である三木市立中央図書館、分館である三木市立吉川図書館、三木市立青山図書館、三木市立自由が丘公民館図書館コーナーがある。

## 歴史

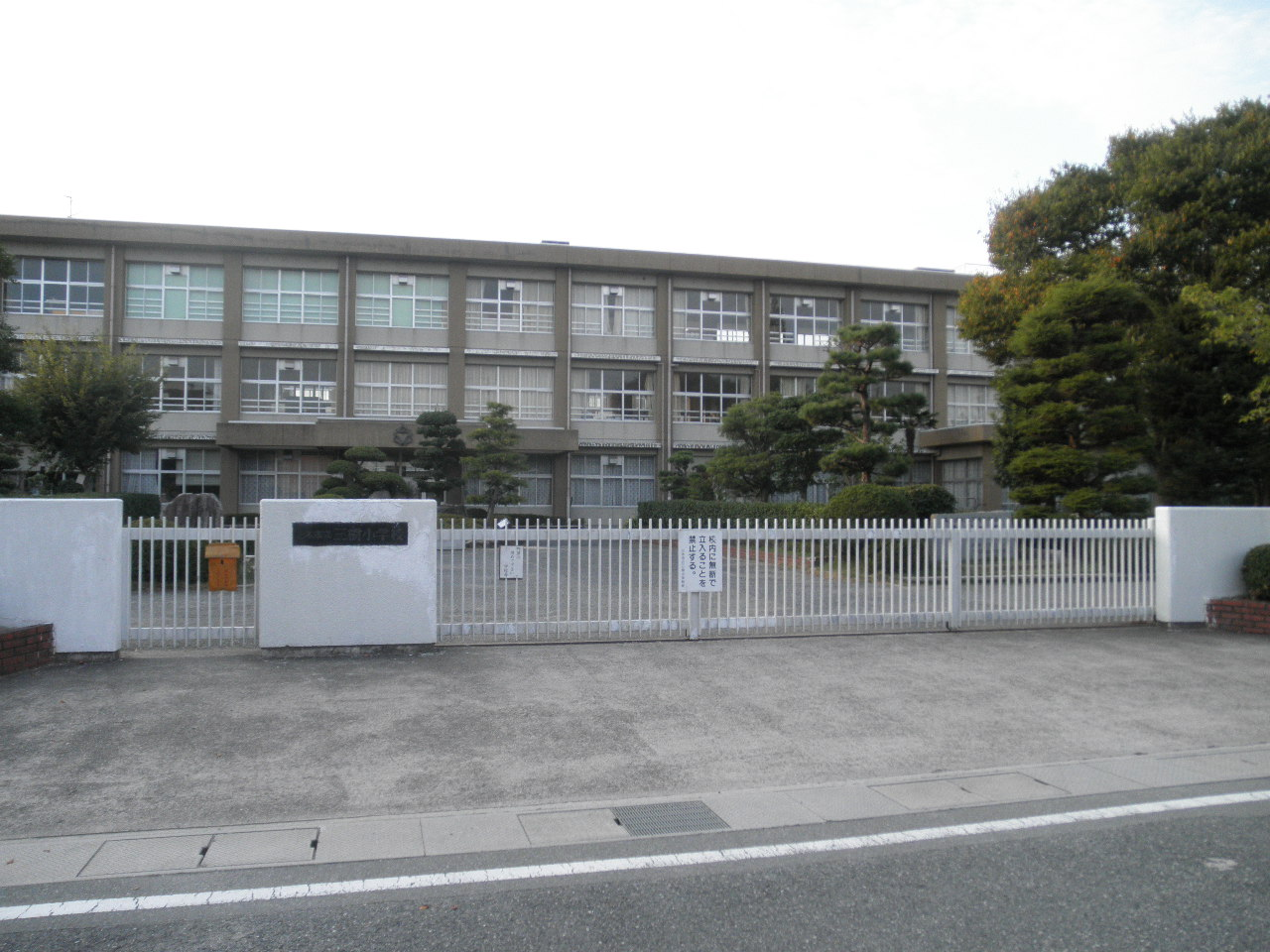
三木町立図書館が置かれた三樹小学校

1929年（昭和4年）、三木町立三樹小学校内に三木町立図書館が開館した。開館時の蔵書数は約2,000冊だった。

### 三木城址時代（1982年-2015年）

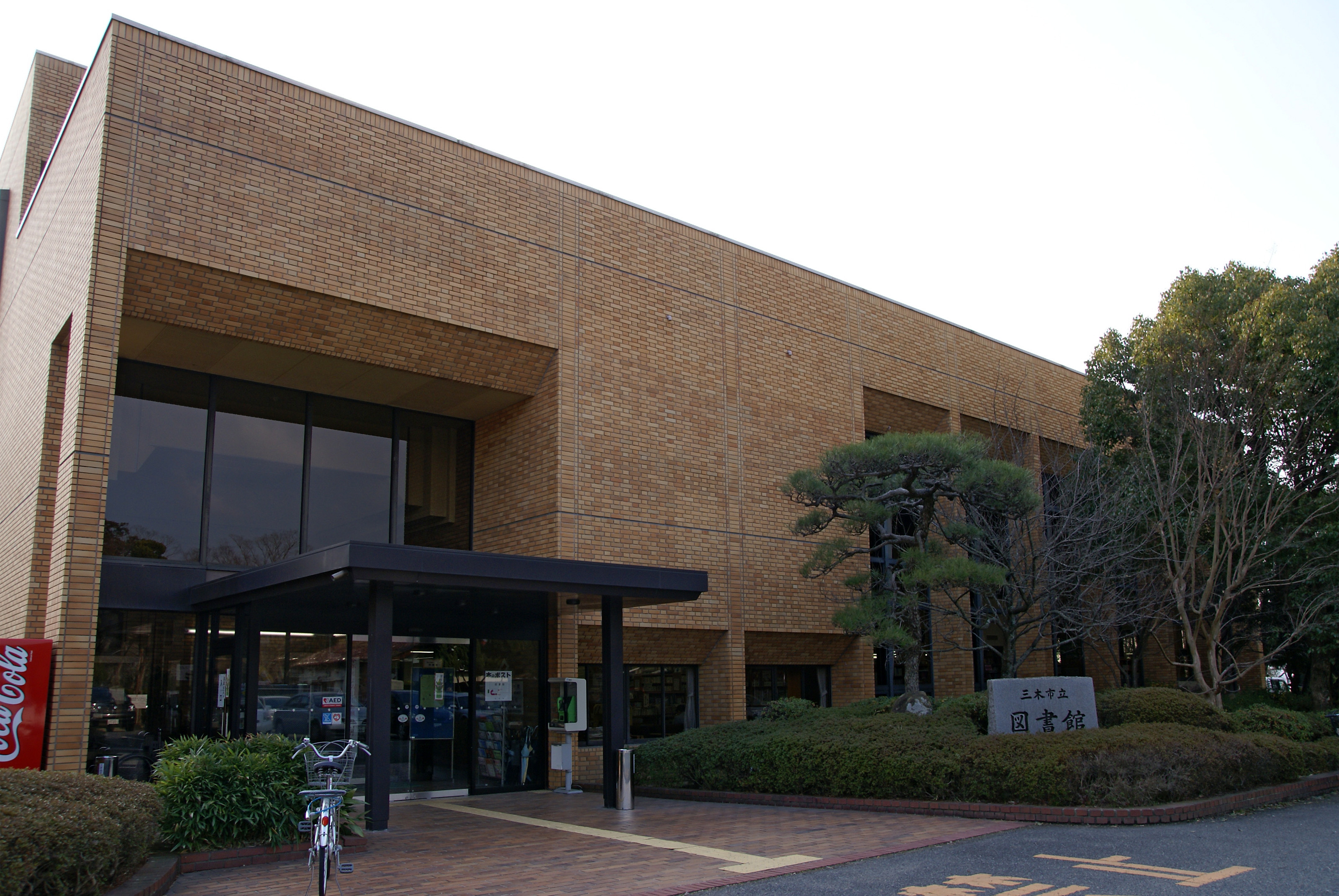
三木城址時代の三木市立図書館

1982年（昭和57年）7月1日、三木城址の一角に三木市立図書館が開館した。開館時の蔵書数は約33,000冊だった。
2005年（平成17年）の貸出数は約17万冊だった。2006年（平成18年）6月には三木市立図書館活性化構想を策定し、2007年（平成19年）には館内の模様替え、BGMの導入、リクエスト制限の撤廃、掲示物の改善、スタッフの自主勉強会の実施などを行った結果、貸出数は約33万冊となった。2008年（平成20年）にはコンピュータシステムの入替を行った。
2009年（平成21年）11月には初の分館となる三木市立吉川図書館が開館した。同年には携帯電話による予約受付を開始すると、インターネット予約による貸出が前年度比74%増となり、貸出数は約56万冊にまで増加して兵庫県内市立図書館の平均を超えた。2010年（平成22年）6月には2番目の分館となる三木市立青山図書館が開館した。2006年度の所蔵資料数は174,293冊だったが、2010年度の所蔵資料数は246,004冊まで増加している。
2012年（平成24年）6月には「三木歴史・美術の杜構想」が策定され、別地点への図書館新館の建設、現行図書館の歴史資料館への転換が決定された。2014年（平成26年）3月に新館の建設工事に着工し、2015年（平成27年）3月末に竣工した。2015年（平成27年）4月26日には三木城址の三木市立図書館を閉館させ、新館の開館準備に入った。7月1日には三木市福井の三木市教育センター2階に臨時図書館が開館した。

### 現行館時代（2015年-）
2015年（平成27年）7月1日、三木市役所の南側に三木市立中央図書館が開館した。周囲には図書館に加えて、三木市役所、三木市文化会館、三木市教育センターがある公共施設ゾーンとなっている。建物は鉄筋コンクリート造一部鉄骨造の2階建であり、延床面積は2,121m2である。里山を活かした傾斜地に建てられており、1階は書庫・視聴覚室・市民交流室、2階が図書スペースとなっている。旧館時代は郷土資料が閉架書庫にあったが、新館では郷土資料も開架に置いている。2016年（平成28年）5月5日、三木市立図書館の旧館を改装して三木市立みき歴史資料館が開館した。
2019年度（令和元年度）の1人あたり貸出冊数は11.9冊であり、兵庫県の自治体では猪名川町立図書館（17.5冊）に次いで第2位、兵庫県の28市の中では第1位となった。

## 利用案内

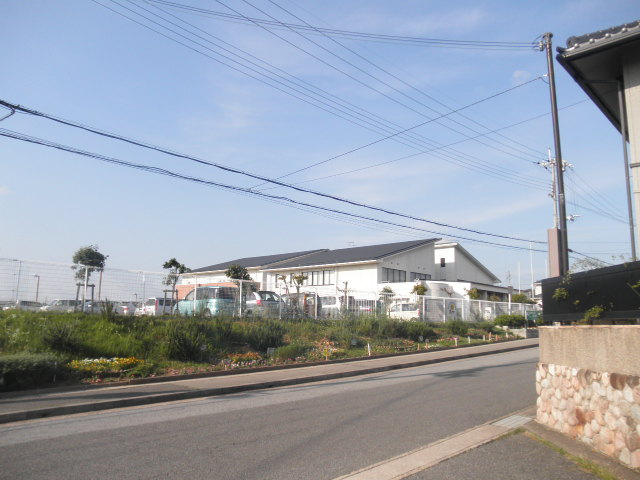
青山公民館

### 中央図書館
- 所在地 - 兵庫県三木市福井1933－12
- 開館時間 - 午前10時～午後6時
- 休館日 - 毎月第4木曜日（休日の場合は翌日）、年末年始（12月29日～1月3日）、館内整理期間（5月から6月の10日間以内）

### 吉川図書館
- 所在地 - 兵庫県三木市吉川町吉安246番地1
- 開館時間 - 午前10時～午後6時
- 休館日 - 毎月第4木曜日（休日の場合は翌日）、年末年始（12月29日～1月3日）、館内整理期間

### 青山図書館
- 所在地 - 兵庫県三木市志染町青山3丁目15番の2 青山公民館内
- 開館時間 - 午前10時～午後6時
- 休館日 - 毎月末、年末年始（12月28日～1月4日）、館内整理期間

### 自由が丘公民館図書館コーナー
- 所在地 - 兵庫県三木市志染町西自由が丘1丁目595 自由が丘公民館内
- 開館時間 - 午前9時～午後5時
- 休館日 - 毎月末、年末年始（12月28日～1月4日）、館内整理期間（ただし日曜日・祝日は貸出不可）